# Thuidium scabribracteatum
Thuidium scabribracteatum är en bladmossart som beskrevs av Hugh Neville Dixon 1922. Thuidium scabribracteatum ingår i släktet tujamossor, och familjen Thuidiaceae. Inga underarter finns listade i Catalogue of Life.